# Schneider 280 mm Mle 1914
Il Mortier de 280 modèle 1914 Schneider era un obice pesante d'assedio francese, realizzato in quantità limitata dalle officine Schneider et Cie di Le Creusot in Borgogna ed utilizzato durante la Grande Guerra. Acquisito dall'Armée de terre, meno di 40 pezzi vennero acquistati dalla Russia zarista. Presso l'Esercito imperiale russo venne denominato 11 дм. осадная мортира обр. 1912 г. (in russo: mortaio d'assedio da 11 pollici modello 1912) ed in seguito 280-мм мортира Шнейдера образца 1914/15 гг. (mortaio da 280 mm Schneider modello 1914/1915); gli anni 1914 e 1915 si riferivano all'anno di consegna da parte della Francia. Lo statunitense 240 mm M1918 era una copia di questa arma in calibro leggermente minore, ma non entrò in produzione a causa della fine della guerra.

## Storia
Visto il buon funzionamento dell'arma in mano russa, il generale Joseph Joffre ordinò svariati esemplari del modello 1914 anche per le unità di artiglieria pesante dell'esercito francese. Tali obici vennero impiegati sul fronte orientale francese di Verdun in occasione degli attacchi francesi, ordinati dai generali Nivelle e Magin contro Fort Douaumont a Fort Vaux.
Il pezzo equipaggiò i semoventi d'artiglieria cingolati Schneider 280 mm Mle 1914 Chenillé, che tuttavia entrarono in servizio solo dopo la fine della Grande Guerra.
Il mortaio venne attivamente utilizzato anche nella seconda guerra mondiale: furono 4 pezzi Schneider da 280 mm sistemati al riparo del Forte dell'Infernet, in località Poet-Morand, nei pressi di Briançon, a mettere fuori uso, grazie ai loro colpi, 6 delle 8 torri della batteria dello Chaberton il 21 giugno 1940, causando anche la morte di 10 militari. Alcuni esemplari di preda bellica furono incorporati dalla Wehrmacht con il nome 28 cm Mrs 601(f) ed impiegati contro i sovietici come nell'assedio di Leningrado del 1943-1944.
Da parte russa, i pezzi furono utilizzati sul fronte orientale durante la prima guerra mondiale, durante la guerra civile e nella seguente guerra sovietico-polacca. Alcuni pezzi furono catturati durante quest'ultima dalle forze polacche, ma non si hanno notizie di un loro reimpiego operativo. Nel giugno del 1941, l'Armata Rossa allineava ancora 25 di queste armi.

## Tecnica
Obice dal peso complessivo, montato, di 16 tonnellate, aveva una gittata massima di circa 11 km armato con granate di peso tra i 202 ed i 250 kg (con esplosivo all'interno della granata da 202 kg pari a 63 kg).
Era costituito da una piattaforma con cassone trapezoidale interrato (circa 1 metro di profondità) con un affusto a perno anteriore, canna lunga 3,353 metri e culla a doccia. Gli orecchioni avevano una sospensione elastica con corona di rulli; possedeva un settore verticale di tiro fino a 65° con meccanismo a dentiera e alzo indipendente. Orizzontalmente il settore di tiro era di 9°45' per lato.

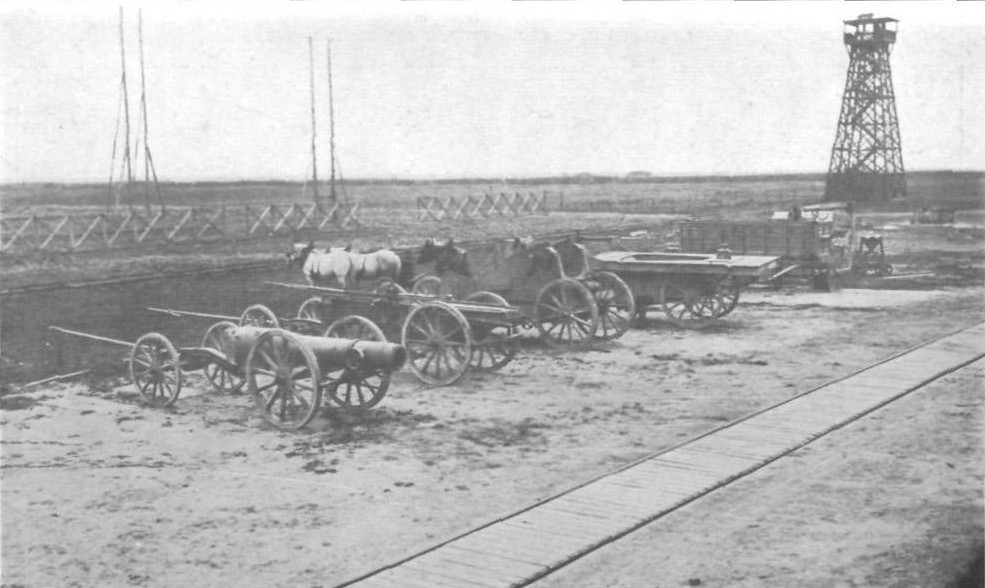
Il mortaio smontato nei 4 pezzi

Il caricamento avveniva con un carrello appoggiato su un piattello a mensola fissato all'estremità dell'affusto; il calcatoio era a catena montato sul carrello di caricamento ed azionato tramite manovelle laterali.
Il mortaio Schneider 280 mm poteva venir smontato e scomposto in 4 diversi pezzi, ossia:
- bocca da fuoco (peso: 5825 kg)
- culla (peso: 5860 kg)
- affusto (peso: 5380 kg)
- piattaforma (peso: 5980 kg)

Ciascun pezzo era composto da un avantreno ed un retrotreno, con 4 ruote complessive. Erano necessarie, per la sistemazione in batteria, dalle 6 alle 8 ore con 12 uomini impegnati.

## Galleria d'immagini

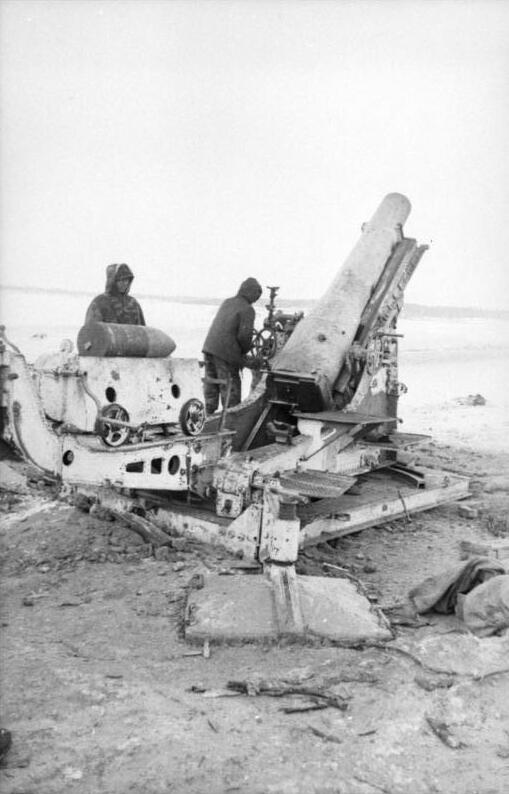
Pezzo manovrato da soldati tedeschi sul fronte orientale, gennaio 1944
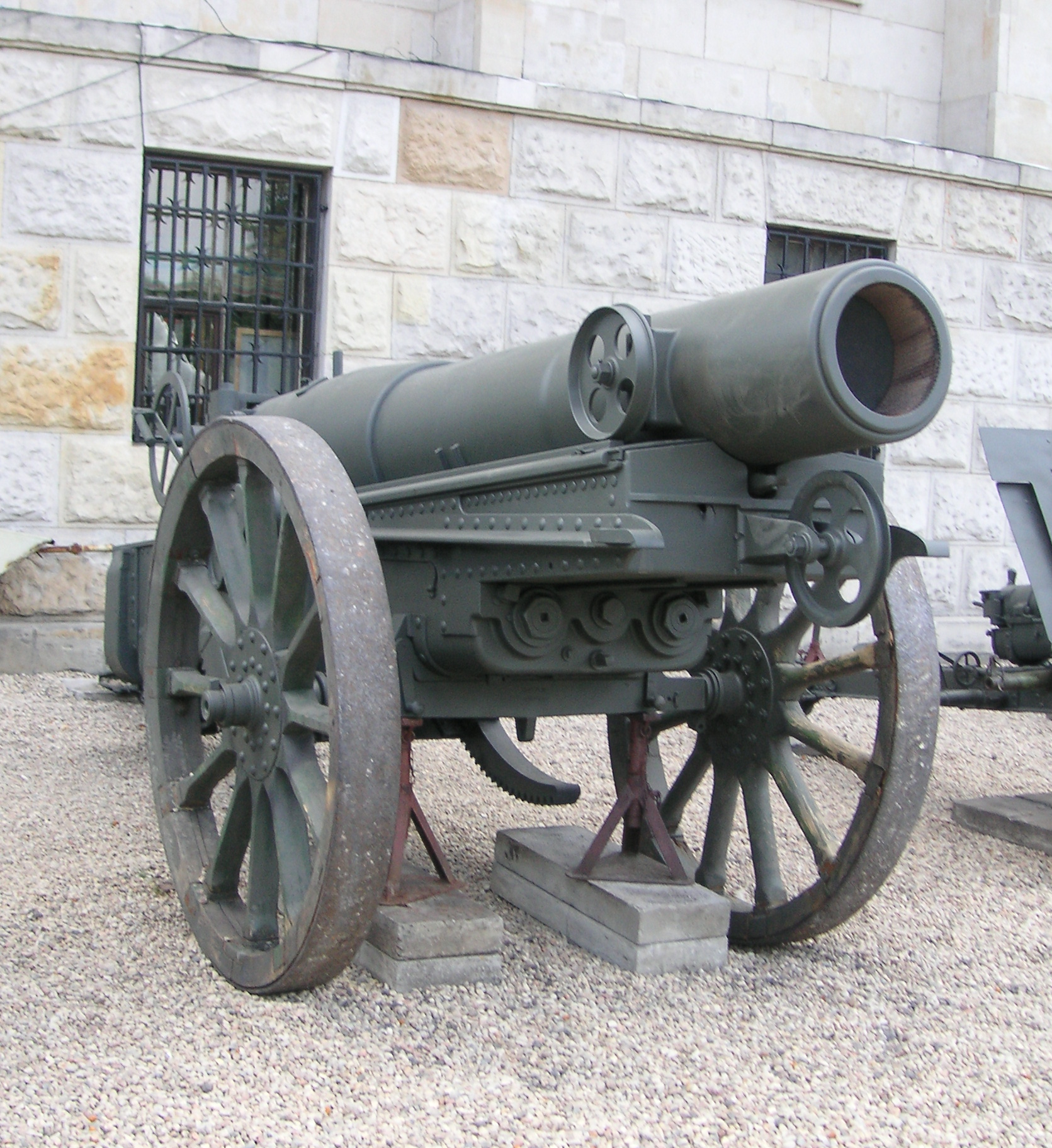
Canna da 28 cm e sistema di rinculo sul suo carro di trasporto, Museo dell'Esercito Polacco, Varsavia
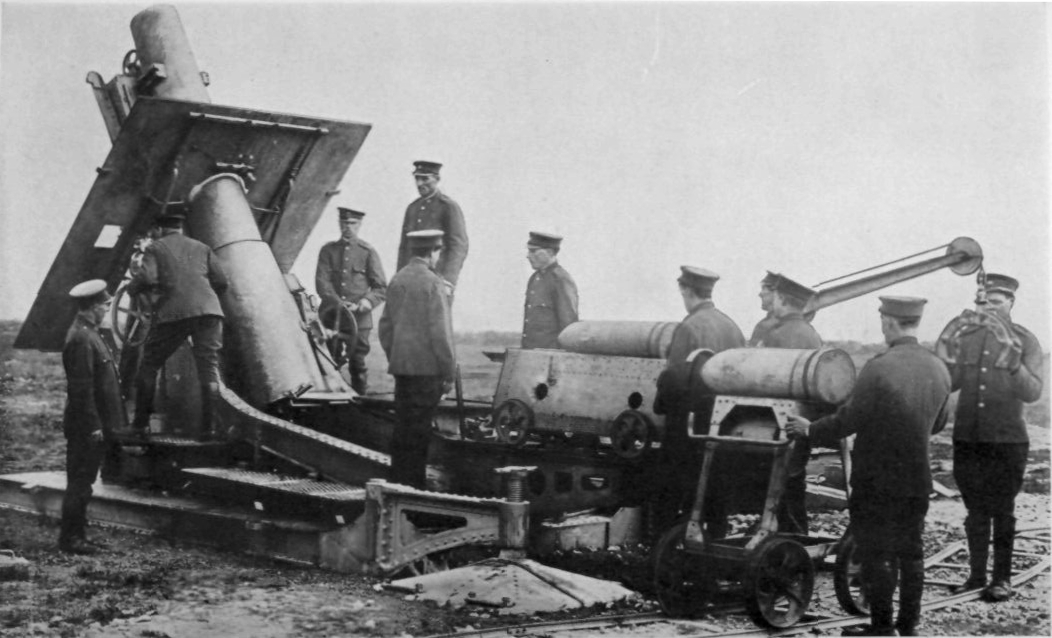
Pezzo pronto al fuoco e relative munizioni